# Nationaal park Sembilang
Nationaal park Sembilang is een park in Indonesië. Het ligt in de provincie Zuid-Sumatra op het eiland Sumatra.